# Matthias Körner (Politiker)
Matthias Körner (* 1969 in Kassel) ist ein deutscher Politiker (SPD) und seit 2024 Abgeordneter im Hessischen Landtag.

## Ausbildung und Beruf
Körner wuchs in Guxhagen auf, absolvierte eine Ausbildung zum Maschinenschlosser und arbeitete anschließend im Rangierdienst der Bahn. Er studierte an der Frankfurter Akademie der Arbeit und war danach in einer Eisenbahnergewerkschaft tätig. Seit 2006 ist er Gewerkschaftssekretär und gegenwärtig Geschäftsführer der Region Mittelhessen im DGB.

## Partei und Politik
Körner ist seit 2005 Mitglied der SPD. Er war von 2011 bis 2020 Vorsitzender im Unterbezirk Gießen seiner Partei. Seit 2011 hat er ein Mandat im Kreistag des Landkreises Gießen.
Körner kandidierte bei der Landtagswahl in Hessen 2023 im Wahlkreis Wetterau I und erhielt über die Landesliste ein Landtagsmandat.